# Szczytno (województwo pomorskie)
Szczytno (niem. Ziethen) – wieś w Polsce położona w województwie pomorskim, w powiecie człuchowskim, w gminie Przechlewo.
Wieś położona między jeziorami Szczytno Małe i Końskim, opodal jeziora Szczytno Wielkie, stanowi sołectwo Szczytno, w którego skład wchodzą również miejscowości Zawada, Dobrzyń i Kleśnik.
W latach 1975–1998 miejscowość położona była w województwie słupskim.

## Położenie
Miejscowość położona jest 5 km od drogi krajowej nr 25, łączącej Człuchów z Koszalinem.
Odległości: 
- od Człuchowa – 16 km
- od Chojnic – 27 km
- od Koszalina - 90 km
- od Słupska - 96 km
- od Szczecinka – 41 km
- od Bydgoszczy - 105 km
- od Piły – 92 km

## Z kart historii
W XII wieku Szczytno było siedzibą kasztelanii, znajdował się tu średniowieczny gród obronny umiejscowiony na „Wyspie Zamkowej” jeziora Szczytno Wielkie. W 1309 roku Szczytno wraz z całą ziemią człuchowską opanowali Krzyżacy. Miejscowość podupadła i utraciła znaczenie na rzecz pobliskiego Człuchowa stając się lokacją wiejską. Dziedzicami Szczytna w 1652 roku byli Michał Borna i Elżbieta Kalkstein Stolińska z domu Jeżewska, wdowa po Wojciechu Kalkstein Stolińskim, który pochodził ze Stolna. Obszerną notę na temat historii Szczytna zamieszcza Słownik geograficzny Królestwa Polskiego z roku 1890.